# ローブ・モンタント

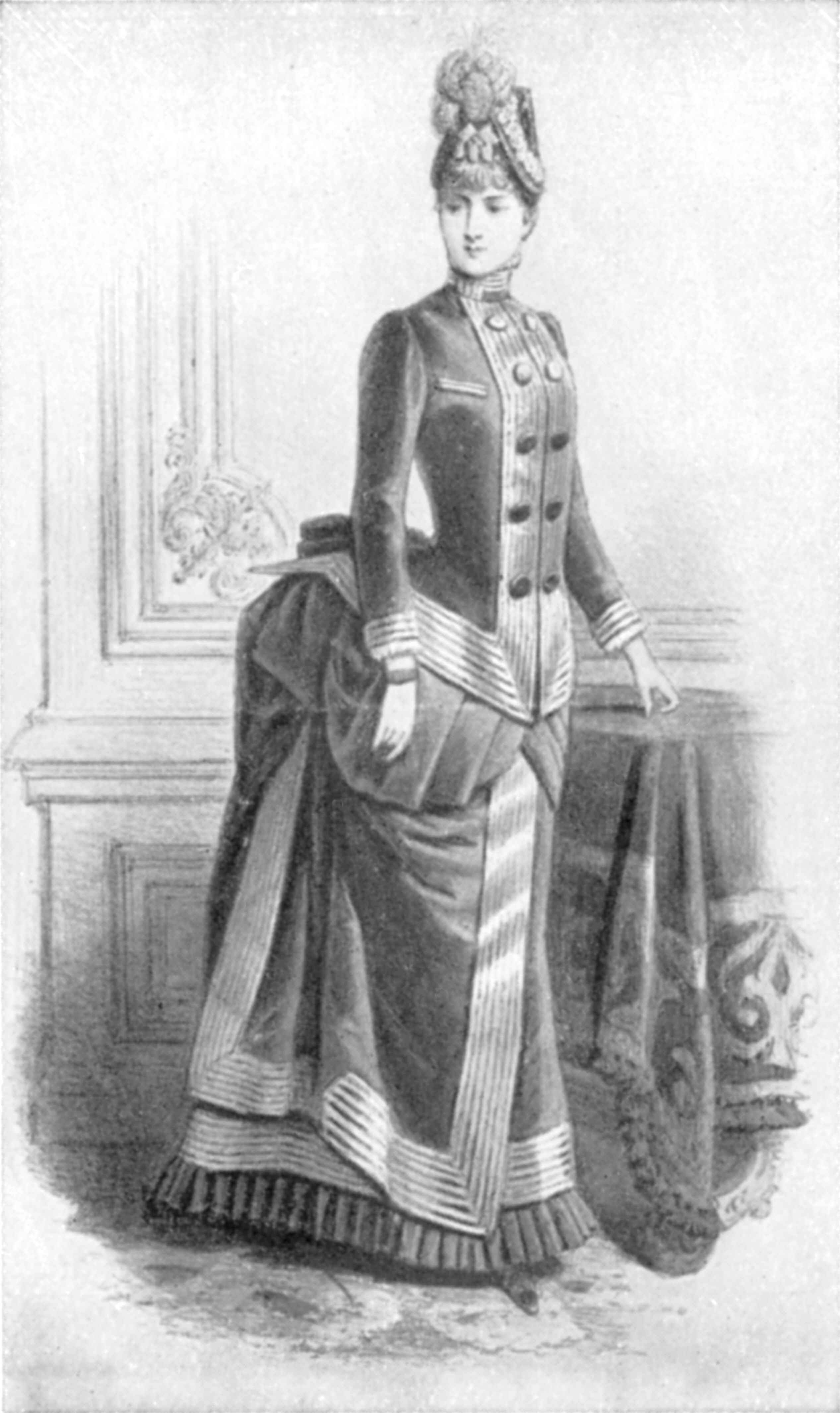
1885年頃のローブ・モンタント

ローブ・モンタント（仏: robe montante）とは、高い立襟の女性用ドレスのことである。「モンタント」はフランス語で「上がる」「登る」「高まる」を意味し、ネックラインが深く大きくカットされているローブ・デコルテ(夜の正礼装)に対して、肩も背中も露出していない。
皇室主催の公式行事などにおいて女性の昼の正礼装として着用されることが多い。

## 概要

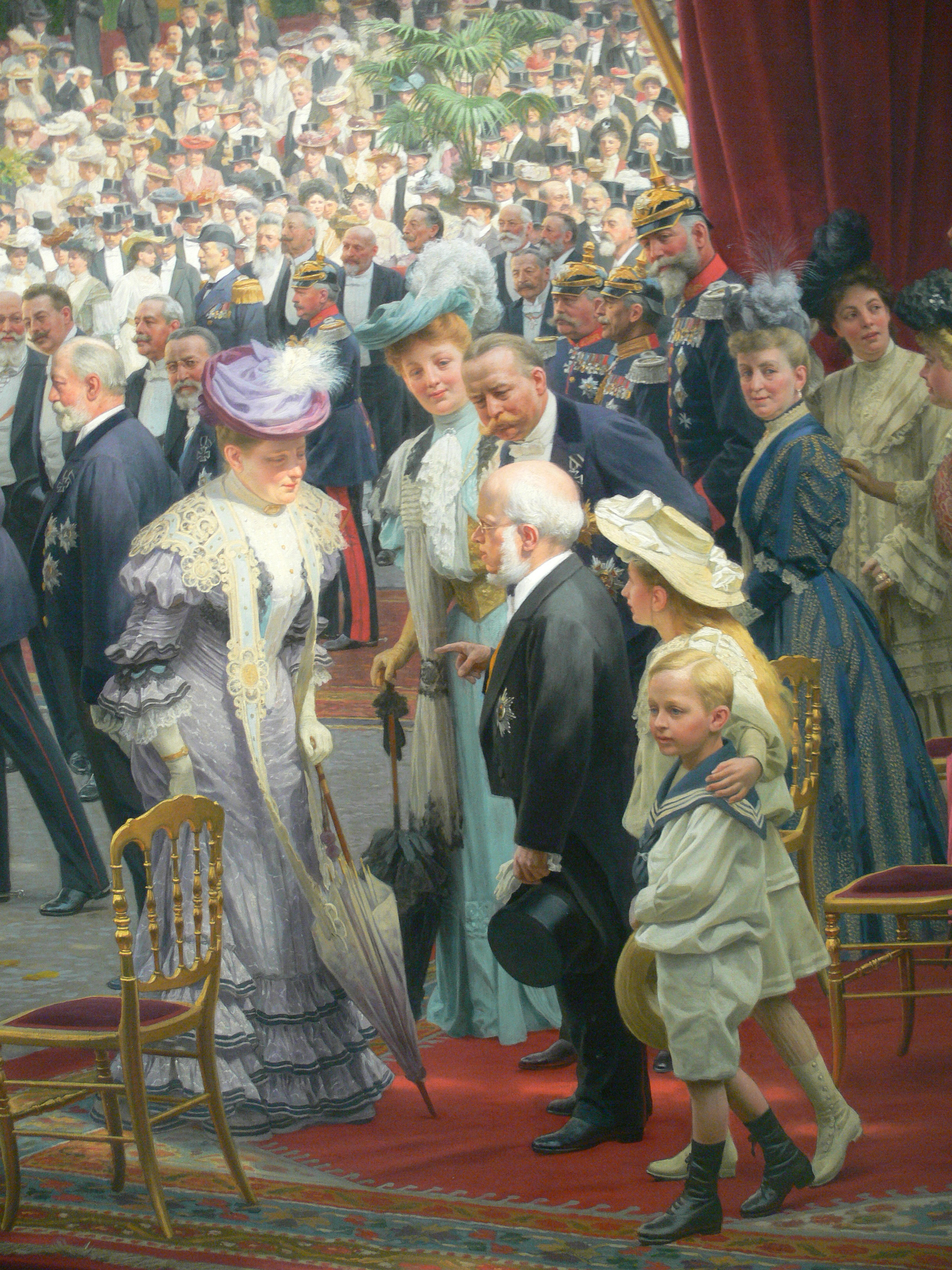
1903年ドイツでの式典

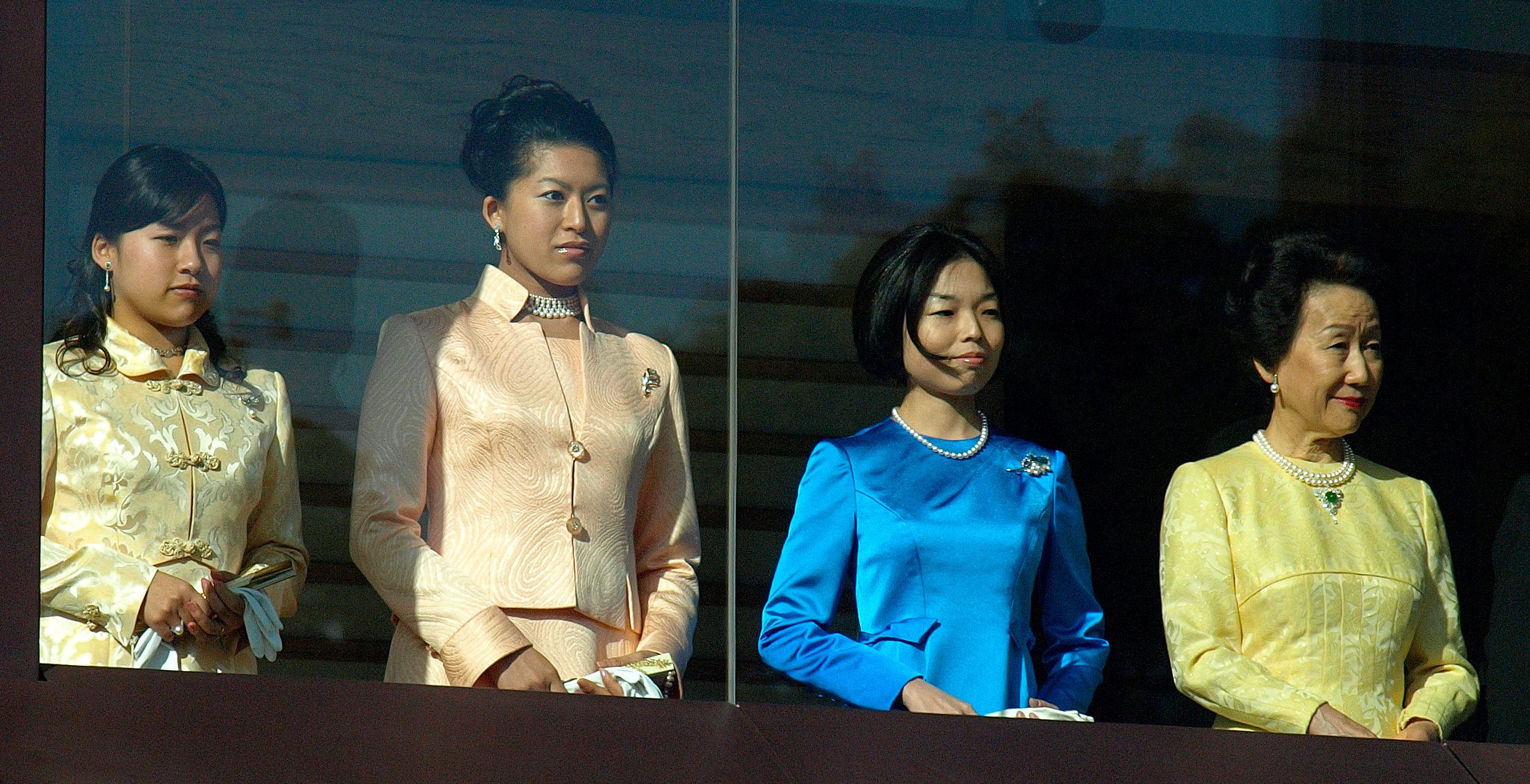
2011年新年一般参賀にてローブ・モンタントを着用し手袋と扇を所持する正仁親王妃華子、彬子女王、承子女王、絢子女王

19世紀後半から20世紀初頭にかけてが全盛で、イブニングドレス以外のドレスにこの型が広く採り入れられていた。そのため、日本で婦人にも礼式相当の西洋服装が認められた際には、「通常礼服」と規定された服装が「ローブ・モンタント」と称されるようになった。
この当時、日本では憲法を制定して立憲君主制近代国家を設立することを目指しており、服制の整備も行われていた。女性の和装の礼服としては、明治4年7月24日皇室令第8号にて平安装束を改良した袿袴が制定され、明治17年9月17日の宮内省内達により勅任官夫人、同11月19日の宮内省内達により奏任官夫人の服制が定められていたが、明治19年6月23日宮内省内達により婦人にも礼式相当の西洋服装が認められた。同達により、大礼服はマント・ド・クール、中礼服はローブ・デコルテ、小礼服はローブ・ミーデコルテ（仏: robe mi-décolletée)とされ、「通常礼服」と規定された服装が「ローブ・モンタント」である。これらの礼服は何れも丈が長く、裾を引く長さであった。格式の高いマント・ド・クールとローブ・デコルテは袖が短く胸元が大きく開かれ、ローブ・ミーデコルテは胸元が閉じられている。それらに対し、ローブ・モンタントは袖が長く、手首まであるのが特徴とされた。これに帽子を被り、手袋と扇を持つのが女性の昼の正礼装とされる。明治17年の内達以降の宮内省内達及び告示を総合すると、女性の礼装としては、洋装が主であり、和装は次となっていることが見て取れる。本来長袖のロングドレスだが、ミモレ丈もある。1959年の皇太子明仁親王の結婚の儀では宮中三殿に参列した清宮貴子内親王は膝丈のローブ・モンタントだった。
今日では、女性皇族が宮中の昼の正式な行事や、陵墓、伊勢神宮及び明治神宮への拝礼の際に用いる。「勲章記章佩用心得」（明治22年賞勲局告示第1号）では、男子の通常礼服（燕尾服）は全ての勲章が佩用できるとされたのに対し、女子の通常礼服（ローブ・モンタント）には勲一等以上は副章のみ可とされていた。戦後の「勲章等着用規程」（昭和39年4月28日総理府告示第16号）でもこれが踏襲されていたが、平成2年11月17日総理府告示第47号による改正で、ローブ・モンタントも燕尾服やローブ・デコルテと同様、全ての勲章が着用できるようになった。2017年10月26日のタイ王国のラーマ9世前国王葬儀では文仁親王妃紀子は夜間でも着用している。

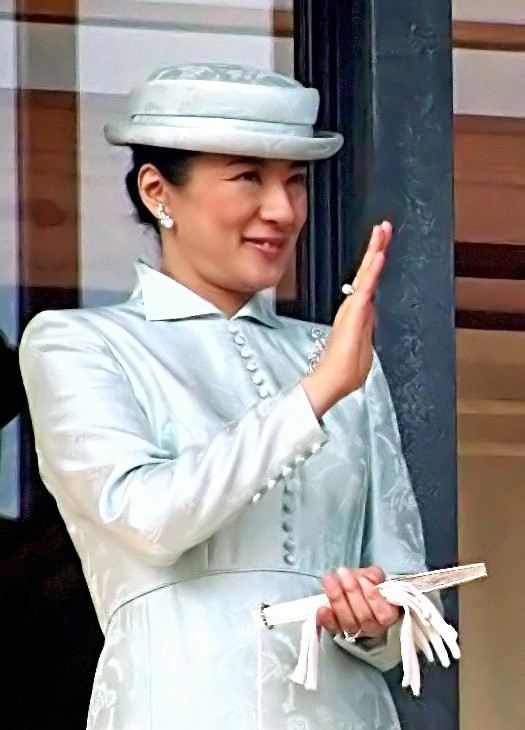
2009年天皇誕生日一般参賀にてローブ・モンタントを着用し帽子を被り手袋と扇を携帯する皇后雅子（当時皇太子妃）